# Карена (Кунео)
Карена је насеље у Италији у округу Кунео, региону Пијемонт.
Према процени из 2011. у насељу је живело 16 становника. Насеље се налази на надморској висини од 292 м.